# کانگ‌تا
آن چیل هیون (کره‌ای: 안칠현؛ زادهٔ ۱۰ اکتبر ۱۹۷۹) که به‌طور حرفه‌ای با نام کانگ‌تا (کره‌ای: 강타) شناخته می‌شود، خواننده، آهنگساز، ترانه‌پرداز، تهیه‌کننده موسیقی، بازیگر و مجری رادیویی اهل کره جنوبی است. او به عنوان یکی از اعضای گروه پسرانه کره جنوبی اچ.او.تی. شناخته می‌شود. او همچنین کارگردان خلاق اس‌ام انترتینمنت از سال ۲۰۰۵ است.